# Poporanisme
 (mars 2018).

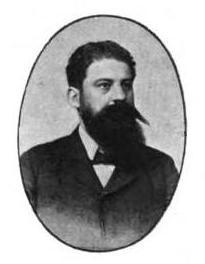
Constantin Stere, idéologue de la tendance poporaniste.

Le poporanisme (mot dérivé de popor, « peuple » en roumain) est un mouvement politique roumain issu de la renaissance culturelle roumaine et promouvant le droit de vote pour tous (hommes et femmes sans distinction de fortune), la réforme agraire (au profit des ouvriers agricoles, alors classe majoritaire en Roumanie) et un Parlement élu à la proportionnelle. L'historiographie communiste considère le poporanisme comme « nationaliste bourgeois » et « populiste » car il se distinguait du socialisme par son acceptation de la religion, de la propriété privée et du « capitalisme populaire ».

## Histoire
Le poporanisme apparaît avec Constantin Stere au début des années 1890, et se développe pendant une vingtaine d'années, surtout après la dure répression du soulèvement paysan roumain de 1907 (en).

## Le poporanisme dans les arts

### Littérature
L'historien et critique littéraire Garabet Ibrăileanu, co-éditeur de la revue Viața Românească (ro), a attribué au poporanisme les ouvrages de critique sociale, d'anti-sentimentalisme et d'anti-idyllisme de Gala Galaction ou d'Ion Agârbiceanu.
Le poporanisme a produit quelques-uns des grands romans paysans roumains, qui vont d'ailleurs plus loin dans la critique sociale et inclinent vers le socialisme, tels Răscoala (1932, L'Insurrection) de Liviu Rebreanu, Desculț (1948) de Zaharia Stancu ou Moromeții de Marin Preda.

### Peinture
En peinture, les paysans exploités et révoltés deviennent une thématique dominante en Roumanie après le soulèvement paysan de 1907.

## Figures marquantes dupoporanisme
- Ion Agârbiceanu
- Octav Băncilă
- Paul Bujor
- Ioan Cantacuzino (Jean Cantacuzène)
- Constantin Dobrogeanu-Gherea
- Gala Galaction
- Victor Gomoiu
- Garabet Ibrăileanu
- Sofia Nădejde
- Alexis Nour
- Spiridon Popescu
- Mihai Ralea
- George Ranetti
- Radu Rosetti
- Izabela Sadoveanu-Evan
- Mihail Sadoveanu
- Constantin Stere
- Ștefana Velisar Teodoreanu